# Rhytidoponera aurata
Rhytidoponera aurata é uma espécie de formiga do gênero Rhytidoponera.